# Білоруський талер
Білоруський талер (біл. беларускі талер) — гіпотетична назва для білоруської національної валюти, яку пропонували на початку 1990-их деякі громадські діячі. Роздрібна одиниця — грош (біл. грош) або шеляг (біл. шэлег). Походить від назви монети талер (скорочено від йоахимсталер), що широко використовувалась в Великому князівстві Литовському.
Концепцію оформлення талера розробляв художник Володимир Круковський, ескізи монет — Лев Толбузін, дизайн паперових купюр — Леонід Бартл. В деяких недержавних ЗМІ фігурує велика кількість легенд про те, що рішення про введення талера було прийнято, що банкноти було надруковано і ввезено до Білорусі. Втім реальних доказів цієї інформації немає.
При цьому фігурує також опис банкнот. Їх було виконано у відтінках білого та червоного (під колір національного правпора, що тоді мав статус державного), в оформленні використовували елементи білоруської середньовічної стилістики і сучасного дизайну. На купюрах номіналом від одного, двох, п'яти і до тисячі були намальовані різні історичні та культурні діячі (поет Максим Богданович, Антон та Іван Луцкевичі, Кастусь Калиновський, Франциск Скорина, Лев Сапіга, Костянтин Острозький, перший полоцький князь Рогволод та князівна Рогнеда). Зі зворотнього боку було показано відповідні історичні сюжети.
Водночас Станіслав Богданкевич, що був головою правління Національного банку Білорусі у 1991—1995 роках, заперечує подібні твердження. За його словами, питання про введення білоруської валюти розглядала президія Верховної Ради Білорусі 12-го скликання, при цьому назву «талер» підтримав тільки Ніл Гілевич, і було прийнято рішення назвати валюту «білоруський рубль». Це рішення затвердила Верховна Рада. Роботу над білоруським талером було припинено.
За словами Богданкевича, талер ніколи не друкували і всі подібні твердження не більше ніж легенда. Водночас, у Німеччині в 1994 році було надруковано нові банкноти білоруських рублів, які так і не було введені в обіг. Можливо, частина журналістів вважає саме ці банкноти «надрукованими талерами». Не підтверджує історії про будь-які офіційні спроби ввести білоруський талер або про його друкування і ввезенні в Білорусь і В'ячеслав Кебич, тодішній прем'єр-міністр Білорусі.
Деякі партії Білорусі (наприклад, ОГП) продовжують виступати за введення талера як національної грошової одиниці. Про популярність назви «талер» у Білорусі, зокрема, свідчить той факт, що в 2017 році так була названо вигадану білоруську криптовалюту.